# Walkeriana digitifrons
Walkeriana digitifrons är en insektsart som beskrevs av Robert Newstead 1920. Walkeriana digitifrons ingår i släktet Walkeriana, och familjen pärlsköldlöss.
Artens utbredningsområde är Uganda. Inga underarter finns listade.